# Maledetto sortilegio
Maledetto sortilegio (Cathy's Curse) è un film horror franco-canadese del 1977, diretto e co-sceneggiato da Eddy Marton.

## Trama
Quando il misogino Christopher Gimble scopre che sua moglie è fuggita via col suo figlio più piccolo (George), l'uomo parte all'inseguimento della donna insieme alla sua figlia maggiore Laura, una bambina completamente succube dell'ideologia del padre. I due hanno tuttavia un incidente: il padre muore sul colpo mentre la bambina perisce carbonizzata dopo una lunga agonia. Molti anni dopo, George va a vivere nella casa paterna insieme a sua moglie Vivian, che ha da poco avuto un esaurimento nervoso, e sua figlia Cathy. Appena mette piede nella casa, la bambina inizia a comportarsi come se percepisse l'influenza di Laura e ne conoscesse la storia. La situazione sembra tuttavia sotto controllo: Vivian sembra riprendersi dal suo esaurimento, la bambina si ambienta subito in casa, George è felice. La famiglia fa amicizia con alcuni vicini di casa (una donna e tre bambini) e organizza con loro un pomeriggio per conoscersi meglio.
Durante i preparativi per la giornata, Cathy viene attirata da una forza misteriosa in soffitta e qui ritrova una vecchia bambola appartenuta a Laura: sua madre decide tuttavia di buttare via la bambola e la porta con sé in camera. Quel pomeriggio, mentre la vicina di casa e una sua amica medium sono in casa con Vivian e Cathy gioca in giardino con i figli della vicina, Laura si manifesta contemporaneamente nelle visioni della medium e nell'atteggiamento di Cathy, la quale ricrea per gioco l'evento dell'incidente e traumatizza in questo modo i bambini. A partire da questo momento, Cathy diventerà sempre più succube dello spirito di Laura e, dopo aver preteso che le venisse restituita la bambola, inizierà a manifestare dei poteri sovrannaturali che utilizzerà per uccidere Mary, la governante incaricata dai suoi genitori di badare a lei in sua assenza. Vivian assiste alla scena ma nessuno le crede per via del suo esaurimento nervoso: viene quindi ricoverata in un ospedale psichiatrico.
George affida quindi sua figlia a Paul, il tuttofare di fiducia, che porta con sé la sua cagna Nerina. L'influenza di Laura fa sì che Cathy odi anche il cane in quanto femmina: dopo aver fatto ubriacare Paul, averlo spinto a aggredire fisicamente e verbalmente la medium (la quale avrebbe voluto avvisare i suoi genitori di quello che stava accadendo) e aver materializzato serpenti, topi e ragni per atterrirlo, la bambina provoca dunque la morte dell'animale.Mentre George è via per andare a prendere sua moglie dall'ospedale, la medium rientra in casa per parlare con la donna: viene tuttavia accolta da Cathy, la quale la terrorizza utilizzando i suoi poteri e le intima di non tornare mai più in quella casa. Al suo ritorno in casa, Vivian continua a notare l'avversione di sua figlia verso di lei e incolpa la casa di quello che sta accadendo: suo marito tuttavia non le crede e si infuria con lei. 
Nel frattempo lo stesso Paul si rende conto che qualcosa non va nella bambina, tuttavia quest'ultima utilizza i suoi poteri per spaventarlo: ciò comunque non gli impedisce di assistere Vivian, evento che fa infuriare Cathy. Approfittando dell'uscita di casa di sua madre, Cathy utilizza i suoi poteri sovrannaturali per impedire alla genitrice di accedere alla casa, per poi interrompere il sortilegio all'arrivo di George. Vivian decide allora di affrontare la bambina, ritrovandola così dall'aspetto completamente trasformato dall'influsso di Laura. La donna riesce tuttavia a prendere la bambola e, davanti agli occhi del marito, le strappa un occhio: ciò causa una violenta scossa di terremoto a ridosso della casa, ma anche la fine della possessione di Cathy. La famiglia potrà ora ricominciare la sua vita altrove.

## Distribuzione
Il film è stato presentato per la prima volta a Montréal il 29 luglio 1977, per poi essere distribuito ufficialmente nei cinema a partire dal novembre successivo. A partire dal 2017 il film è stato reso disponibile anche in Blu Ray in versione restaurata.

## Accoglienza
TV Guide ha recensito negativamente il film definendolo "una noiosa opera canadese ispirata a L'esorcista che risulta piena soltanto di mutilazioni, effetti speciali e trucchi posticci".
Sebbene in generale sia stato accolto negativamente da pubblico e critica, nei decenni successivi alla sua pubblicazione alcune testate hanno definito l'opera come un "piccolo film di culto"; in particolare, il sito web Bloody Disgusting lo ha definito "fatto così male da diventare inavvertitamente un buon prodotto".